# 飼い主
| ウィキペディアには「飼い主」という見出しの百科事典記事はありません（タイトルに「飼い主」を含むページの一覧/「飼い主」で始まるページの一覧）。 代わりにウィクショナリーのページ「かいぬし」が役に立つかもしれません。 |